# Informe Global de Brecha de Género

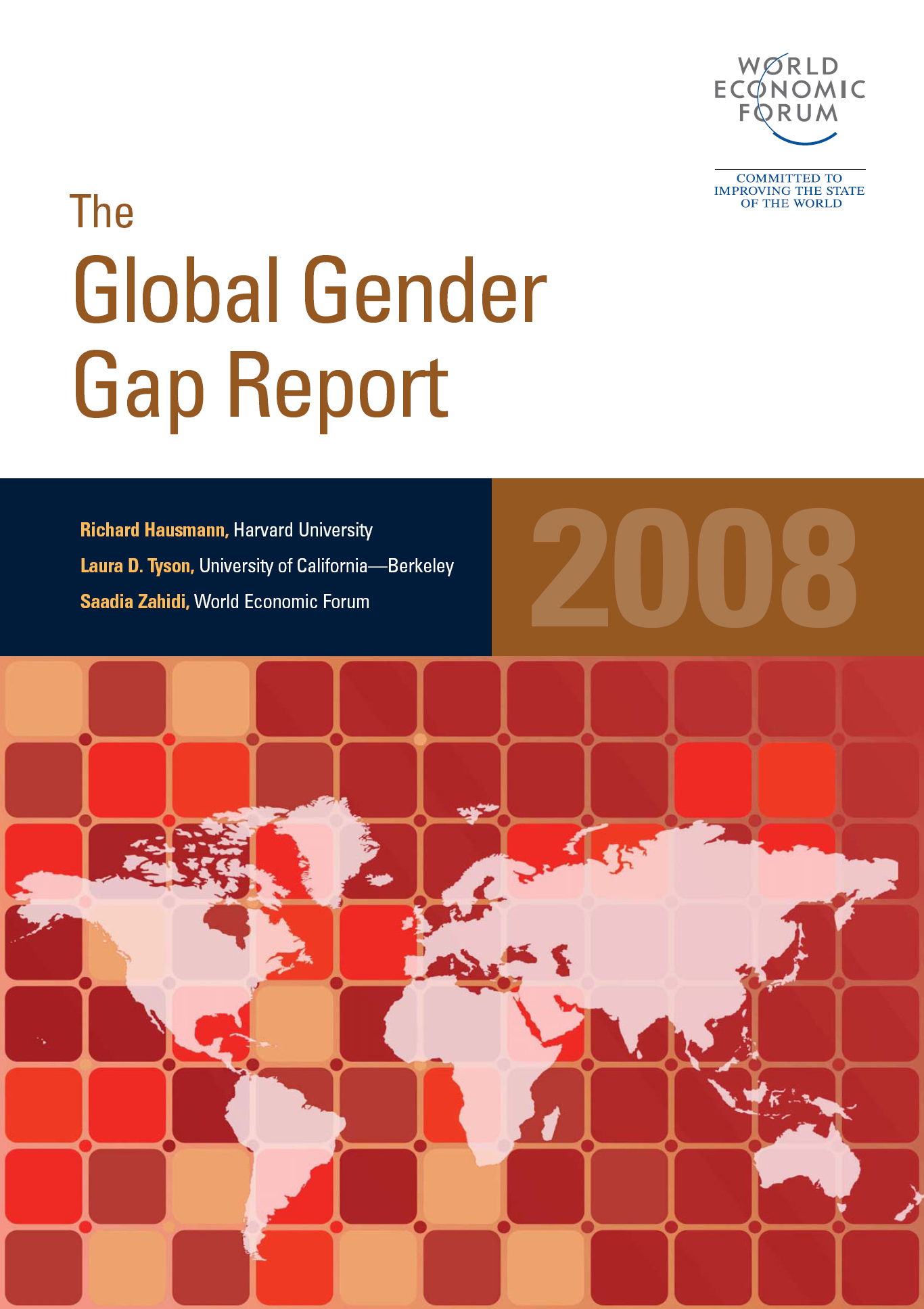
Portada del Informe en 2008

El Global Gender Gap Report (Informe de la Brecha Global de Género) contiene estadísticas que están diseñadas para medir la igualdad y desigualdad de género. Fue publicado por primera vez en el año 2006 por el Foro Económico Mundial y  cubre 144 países.

## Metodología
El informe clasifica a los países según sus brechas de género, y sus puntuaciones se pueden interpretar como el porcentaje de mujeres y hombres. Información sobre los desequilibrios de género a ventaja de las mujeres se impide para que afecte a la puntuación.
El reporte "evalúa los países en lo bien que se están dividiendo sus recursos y oportunidades entre la población masculina y femenina, independientemente de los niveles generales de estos recursos y oportunidades"; los tres primeros países han cerrado en un poco más del 84% mientras que el país con nivel más bajo de igualdad ha cerrado con un poco más del 50%. "Al proporcionar un marco comprensible para evaluar y comparar brechas de género a nivel mundial y al revelar aquellos países que son modelos a seguir en la división de estos recursos de manera equitativa entre mujeres y hombres, el informe sirve como un catalizador para una mayor sensibilización, así como un mayor intercambio entre los responsables políticos."
El informe examina cuatro áreas críticas de desigualdad entre hombres y mujeres en 130 economías alrededor del mundo, más del 93% de la población mundial:
- Participación económica y oportunidades: los resultados de salarios, niveles de participación y acceso a un empleo de alta cualificación.
- Logro educativo: los resultados en materia de acceso a la educación básica hasta superior
- Empoderamiento político: resultados sobre la representación en las estructuras de toma de decisiones.
- Salud y supervivencia: los resultados sobre la esperanza de vida y la proporción de sexos. En este caso no se asume la paridad, se supone que hay menos nacimientos de mujeres que de hombres (944 mujeres por cada 1.000 hombres), y los hombres se supone que mueren más jóvenes. A condición de que las mujeres viven, al menos, seis por ciento más que los hombres se considera igual, si es menos de seis por ciento se cuenta como una brecha de género.[4]

Trece de las catorce variables del informe son "datos duros" y de acceso público con indicadores de organizaciones internacionales como la Organización Internacional del Trabajo, la Programa de las Naciones Unidas para el Desarrollo y la Organización Mundial de la Salud.

## Índice Global
La tabla está acomodada según el ranking de 2014 con orden alfabético en inglés. La puntuación más alta es 1 (equidad) y la más baja es 0 (inequidad). Los datos de algunos países no están disponibles.

Mapamundi de la brecha de género para 2013

| País                   | Región o Continente    | Año    | Año    | Año    | Año    | Año    | Año    | Año    | Año    | Año    |
| País                   | Región o Continente    | 2006   | 2007   | 2008   | 2009   | 2010   | 2011   | 2012   | 2013   | 2014   |
| ---------------------- | ---------------------- | ------ | ------ | ------ | ------ | ------ | ------ | ------ | ------ | ------ |
| Albania                | Europa                 | 0.6607 | 0.6685 | 0.6591 | 0.6601 | 0.6726 | 0.6748 | 0.6655 | 0.6412 | 0.6869 |
| Argelia                | África                 | 0.6018 | 0.6068 | 0.6111 | 0.6119 | 0.6052 | 0.5991 | 0.6112 | 0.5966 | 0.6182 |
| Angola                 | África                 | 0.6039 | 0.6034 | 0.6032 | 0.6353 | 0.6712 | 0.6624 | N/A    | 0.6659 | 0.6311 |
| Argentina              | América Latina         | 0.6829 | 0.6982 | 0.7209 | 0.7211 | 0.7187 | 0.7236 | 0.7212 | 0.7195 | 0.7317 |
| Armenia                | Europa y Asia Central  | N/A    | 0.6651 | 0.6677 | 0.6619 | 0.6669 | 0.6654 | 0.6636 | 0.6634 | 0.6622 |
| Australia              | Oceanía                | 0.7163 | 0.7204 | 0.7241 | 0.7282 | 0.7271 | 0.7291 | 0.7294 | 0.7390 | 0.7409 |
| Austria                | Europa                 | 0.6986 | 0.7060 | 0.7153 | 0.7031 | 0.7091 | 0.7165 | 0.7391 | 0.7437 | 0.7266 |
| Azerbaiyán             | Europa y Asia Central  | N/A    | 0.6781 | 0.6856 | 0.6626 | 0.6446 | 0.6577 | 0.6546 | 0.6582 | 0.6753 |
| Bahamas                | América                | N/A    | N/A    | N/A    | 0.7179 | 0.7128 | 0.7340 | 0.7156 | 0.7128 | 0.7269 |
| Baréin                 | Medio Oriente          | 0.5894 | 0.5931 | 0.5927 | 0.6136 | 0.6217 | 0.6232 | 0.6298 | 0.6334 | 0.6261 |
| Bangladés              | Asia                   | 0.6270 | 0.6314 | 0.6531 | 0.6526 | 0.6702 | 0.6812 | 0.6684 | 0.6848 | 0.6973 |
| Barbados               | América                | N/A    | N/A    | 0.7188 | 0.7236 | 0.7176 | 0.7170 | 0.7232 | 0.7301 | 0.7289 |
| Bélgica                | Europa                 | 0.7078 | 0.7198 | 0.7163 | 0.7165 | 0.7509 | 0.7531 | 0.7652 | 0.7684 | 0.7809 |
| Belice                 | América Latina         | N/A    | 0.6426 | 0.6610 | 0.6636 | 0.6536 | 0.6489 | 0.6465 | 0.6449 | 0.6701 |
| Benín                  | África                 | 0.5780 | 0.5656 | 0.5582 | 0.5643 | 0.5719 | 0.5832 | 0.6258 | 0.5885 | N/A    |
| Bután                  | Asia                   | N/A    | N/A    | N/A    | N/A    | N/A    | N/A    | N/A    | 0.6651 | 0.6364 |
| Bolivia                | América Latina         | 0.6335 | 0.6574 | 0.6667 | 0.6693 | 0.6751 | 0.6862 | 0.7222 | 0.7340 | 0.7049 |
| Botsuana               | África                 | 0.6897 | 0.6797 | 0.6839 | 0.7071 | 0.6876 | 0.6832 | 0.6744 | 0.6752 | 0.7129 |
| Brasil                 | América Latina         | 0.6543 | 0.6637 | 0.6737 | 0.6695 | 0.6655 | 0.6679 | 0.6909 | 0.6949 | 0.6941 |
| Brunéi                 | Asia                   | N/A    | N/A    | 0.6392 | 0.6524 | 0.6748 | 0.6787 | 0.6750 | 0.6730 | 0.6719 |
| Bulgaria               | Europa                 | 0.6870 | 0.7085 | 0.7077 | 0.7072 | 0.6983 | 0.6987 | 0.7021 | 0.7097 | 0.7444 |
| Burkina Faso           | África                 | 0.5854 | 0.5912 | 0.6029 | 0.6081 | 0.6162 | 0.6153 | 0.6455 | 0.6513 | 0.6500 |
| Burundi                | África                 | N/A    | N/A    | N/A    | N/A    | N/A    | 0.7270 | 0.7338 | 0.7397 | 0.7565 |
| Camboya                | Asia                   | 0.6291 | 0.6353 | 0.6469 | 0.6410 | 0.6482 | 0.6464 | 0.6457 | 0.6509 | 0.6520 |
| Camerún                | África                 | 0.5865 | 0.5919 | 0.6017 | 0.6108 | 0.6110 | 0.6073 | 0.6291 | 0.6560 | N/A    |
| Canadá                 | América                | 0.7165 | 0.7198 | 0.7136 | 0.7196 | 0.7372 | 0.7407 | 0.7381 | 0.7425 | 0.7464 |
| Cabo Verde             | África                 | N/A    | N/A    | N/A    | N/A    | N/A    | N/A    | 0.7180 | 0.7122 | 0.7133 |
| Chad                   | África                 | 0.5247 | 0.5381 | 0.5290 | 0.5417 | 0.5330 | 0.5334 | 0.5594 | 0.5588 | 0.5764 |
| Chile                  | América Latina         | 0.6455 | 0.6482 | 0.6818 | 0.6884 | 0.7013 | 0.7030 | 0.6676 | 0.6670 | 0.6975 |
| China                  | East Asia              | 0.6561 | 0.6643 | 0.6878 | 0.6907 | 0.6881 | 0.6866 | 0.6853 | 0.6908 | 0.6830 |
| Colombia               | América Latina         | 0.7049 | 0.7090 | 0.6944 | 0.6939 | 0.6927 | 0.6714 | 0.6901 | 0.7171 | 0.7122 |
| Costa Rica             | América Latina         | 0.6936 | 0.7014 | 0.7111 | 0.7180 | 0.7194 | 0.7266 | 0.7225 | 0.7241 | 0.7165 |
| Costa de Marfil        | África                 | N/A    | N/A    | N/A    | N/A    | 0.5691 | 0.5773 | 0.5785 | 0.5814 | 0.5874 |
| Croacia                | Europa                 | 0.7145 | 0.7210 | 0.6967 | 0.6944 | 0.6939 | 0.7006 | 0.7053 | 0.7069 | 0.7075 |
| Cuba                   | América Latina         | N/A    | 0.7169 | 0.7195 | 0.7176 | 0.7253 | 0.7394 | 0.7417 | 0.7540 | 0.7317 |
| Chipre                 | Europa y Medio Oriente | 0.6430 | 0.6522 | 0.6694 | 0.6706 | 0.6642 | 0.6567 | 0.6732 | 0.6801 | 0.6741 |
| República Checa        | Europa                 | 0.6712 | 0.6718 | 0.6770 | 0.6789 | 0.6850 | 0.6789 | 0.6767 | 0.6770 | 0.6737 |
| Dinamarca              | Europa                 | 0.7462 | 0.7519 | 0.7538 | 0.7628 | 0.7719 | 0.7778 | 0.7777 | 0.7779 | 0.8025 |
| República Dominicana   | América Latina         | 0.6639 | 0.6705 | 0.6744 | 0.6859 | 0.6774 | 0.6682 | 0.6659 | 0.6867 | 0.6906 |
| Ecuador                | América Latina         | 0.6433 | 0.6881 | 0.7091 | 0.7220 | 0.7072 | 0.7035 | 0.7206 | 0.7389 | 0.7455 |
| Egipto                 | Medio oriente y África | 0.5786 | 0.5809 | 0.5832 | 0.5862 | 0.5899 | 0.5933 | 0.5975 | 0.5935 | 0.6064 |
| El Salvador            | América Latina         | 0.6837 | 0.6853 | 0.6875 | 0.6939 | 0.6596 | 0.6567 | 0.6630 | 0.6609 | 0.6863 |
| Estonia                | Europa                 | 0.6944 | 0.7008 | 0.7076 | 0.7094 | 0.7018 | 0.6983 | 0.6977 | 0.6997 | 0.7017 |
| Etiopía                | África                 | 0.5946 | 0.5991 | 0.5867 | 0.5948 | 0.6019 | 0.6136 | 0.6200 | 0.6198 | 0.6144 |
| Fiyi                   | Oceanía                | N/A    | N/A    | N/A    | 0.6414 | 0.6256 | 0.6255 | 0.6285 | 0.6286 | 0.6286 |
| Finlandia              | Europa                 | 0.7958 | 0.8044 | 0.8195 | 0.8252 | 0.8260 | 0.8383 | 0.8451 | 0.8421 | 0.8453 |
| Francia                | Europa                 | 0.6520 | 0.6824 | 0.7341 | 0.7331 | 0.7025 | 0.7018 | 0.6984 | 0.7089 | 0.7588 |
| Gambia                 | África                 | 0.6448 | 0.6421 | 0.6622 | 0.6752 | 0.6762 | 0.6763 | 0.6630 | N/A    | N/A    |
| Georgia                | Europa y Asia          | 0.6700 | 0.6665 | 0.6654 | 0.6680 | 0.6598 | 0.6624 | 0.6691 | 0.6750 | 0.6855 |
| Alemania               | Europa                 | 0.7524 | 0.7618 | 0.7394 | 0.7449 | 0.7530 | 0.7590 | 0.7629 | 0.7583 | 0.7780 |
| Ghana                  | África                 | 0.6653 | 0.6725 | 0.6679 | 0.6704 | 0.6782 | 0.6811 | 0.6778 | 0.6811 | 0.6661 |
| Grecia                 | Europa                 | 0.6540 | 0.6648 | 0.6727 | 0.6662 | 0.6908 | 0.6916 | 0.6716 | 0.6782 | 0.6784 |
| Guatemala              | América Latina         | 0.6067 | 0.6144 | 0.6072 | 0.6209 | 0.6238 | 0.6229 | 0.6260 | 0.6304 | 0.6821 |
| Guyana                 | América                | N/A    | N/A    | N/A    | 0.7108 | 0.7090 | 0.7084 | 0.7119 | 0.7085 | 0.7010 |
| Honduras               | América Latina         | 0.6483 | 0.6661 | 0.6960 | 0.6893 | 0.6927 | 0.6945 | 0.6763 | 0.6773 | 0.6935 |
| Hungría                | Europa                 | 0.6698 | 0.6731 | 0.6867 | 0.6879 | 0.6720 | 0.6642 | 0.6718 | 0.6742 | 0.6759 |
| Islandia               | Europa                 | 0.7813 | 0.7836 | 0.7999 | 0.8276 | 0.8496 | 0.8530 | 0.8640 | 0.8731 | 0.8594 |
| India                  | Asia                   | 0.6011 | 0.5936 | 0.6060 | 0.6151 | 0.6155 | 0.6190 | 0.6442 | 0.6551 | 0.6455 |
| Indonesia              | Asia                   | 0.6541 | 0.6550 | 0.6473 | 0.6580 | 0.6615 | 0.6594 | 0.6591 | 0.6613 | 0.6725 |
| Irán                   | Medio Oriente          | 0.5803 | 0.5903 | 0.6021 | 0.5839 | 0.5933 | 0.5894 | 0.5927 | 0.5842 | 0.5811 |
| Irlanda                | Europa                 | 0.7335 | 0.7457 | 0.7518 | 0.7597 | 0.7773 | 0.7830 | 0.7839 | 0.7823 | 0.7850 |
| Israel                 | Medio Oriente          | 0.6889 | 0.6965 | 0.6900 | 0.7019 | 0.6957 | 0.6926 | 0.6989 | 0.7032 | 0.7005 |
| Italia                 | Europa                 | 0.6456 | 0.6498 | 0.6788 | 0.6798 | 0.6765 | 0.6796 | 0.6729 | 0.6885 | 0.6973 |
| Jamaica                | América                | 0.7014 | 0.6925 | 0.6980 | 0.7013 | 0.7037 | 0.7028 | 0.7035 | 0.7085 | 0.7128 |
| Japón                  | Asia                   | 0.6447 | 0.6455 | 0.6434 | 0.6447 | 0.6524 | 0.6514 | 0.6530 | 0.6498 | 0.6584 |
| Jordania               | Medio Oriente          | 0.6109 | 0.6203 | 0.6275 | 0.6182 | 0.6048 | 0.6117 | 0.6103 | 0.6093 | 0.5968 |
| Kazajistán             | Asia                   | 0.6928 | 0.6983 | 0.6976 | 0.7013 | 0.7055 | 0.7010 | 0.7213 | 0.7218 | 0.7210 |
| Kenia                  | África                 | 0.6486 | 0.6508 | 0.6547 | 0.6512 | 0.6499 | 0.6493 | 0.6768 | 0.6803 | 0.7258 |
| Corea                  | Asia                   | 0.6157 | 0.6409 | 0.6154 | 0.6146 | 0.6342 | 0.6281 | 0.6356 | 0.6351 | 0.6403 |
| Kuwait                 | Medio Oriente          | 0.6341 | 0.6409 | 0.6358 | 0.6356 | 0.6318 | 0.6322 | 0.6320 | 0.6292 | 0.6457 |
| Kirguistán             | Asia                   | 0.6742 | 0.6653 | 0.7045 | 0.7058 | 0.6973 | 0.7036 | 0.7013 | 0.6948 | 0.6974 |
| Laos                   | Asia                   | N/A    | N/A    | N/A    | N/A    | N/A    | N/A    | N/A    | 0.6993 | 0.7044 |
| Letonia                | Europa                 | 0.7091 | 0.7333 | 0.7397 | 0.7416 | 0.7429 | 0.7399 | 0.7572 | 0.7610 | 0.7691 |
| Líbano                 | Medio Oriente          | N/A    | N/A    | N/A    | N/A    | 0.6084 | 0.6083 | 0.6030 | 0.6028 | 0.5923 |
| Lesoto                 | África                 | 0.6807 | 0.7078 | 0.7320 | 0.7495 | 0.7678 | 0.7666 | 0.7608 | 0.7530 | 0.7255 |
| Lituania               | Europa                 | 0.7077 | 0.7234 | 0.7222 | 0.7175 | 0.7132 | 0.7131 | 0.7191 | 0.7308 | 0.7208 |
| Luxemburgo             | Europa                 | 0.6671 | 0.6786 | 0.6802 | 0.6889 | 0.7231 | 0.7216 | 0.7439 | 0.7410 | 0.7333 |
| Macedonia del Norte    | Europa                 | 0.6983 | 0.6967 | 0.6914 | 0.6950 | 0.6996 | 0.6966 | 0.6968 | 0.7013 | 0.6943 |
| Madagascar             | África                 | 0.6385 | 0.6461 | 0.6736 | 0.6732 | 0.6713 | 0.6797 | 0.6982 | 0.7016 | 0.7214 |
| Malaui                 | África                 | 0.6437 | 0.6480 | 0.6664 | 0.6738 | 0.6824 | 0.6850 | 0.7166 | 0.7139 | 0.7281 |
| Malasia                | Asia                   | 0.6509 | 0.6444 | 0.6442 | 0.6467 | 0.6479 | 0.6525 | 0.6539 | 0.6518 | 0.6520 |
| Maldivas               | Asia                   | N/A    | 0.6350 | 0.6501 | 0.6482 | 0.6452 | 0.6480 | 0.6616 | 0.6604 | 0.6557 |
| Mali                   | África                 | 0.5996 | 0.6019 | 0.6117 | 0.5860 | 0.5680 | 0.5752 | 0.5842 | 0.5872 | 0.5779 |
| Malta                  | Europa                 | 0.6518 | 0.6615 | 0.6634 | 0.6635 | 0.6695 | 0.6658 | 0.6666 | 0.6761 | 0.6707 |
| Mauritania             | África                 | 0.5835 | 0.6022 | 0.6117 | 0.6103 | 0.6152 | 0.6164 | 0.6129 | 0.5810 | 0.6029 |
| Mauricio               | África                 | 0.6328 | 0.6487 | 0.6466 | 0.6513 | 0.6520 | 0.6529 | 0.6547 | 0.6599 | 0.6541 |
| México                 | América Latina         | 0.6462 | 0.6441 | 0.6441 | 0.6503 | 0.6577 | 0.6604 | 0.6712 | 0.6917 | 0.6900 |
| Moldavia               | Europa                 | 0.7128 | 0.7172 | 0.7244 | 0.7104 | 0.7160 | 0.7083 | 0.7101 | 0.7037 | 0.7405 |
| Mongolia               | Asia                   | 0.6821 | 0.6731 | 0.7049 | 0.7221 | 0.7194 | 0.7140 | 0.7111 | 0.7204 | 0.7212 |
| Marruecos              | África                 | 0.5827 | 0.5676 | 0.5757 | 0.5926 | 0.5767 | 0.5804 | 0.5833 | 0.5845 | 0.5988 |
| Mozambique             | África                 | N/A    | 0.6883 | 0.7266 | 0.7195 | 0.7329 | 0.7251 | 0.7350 | 0.7349 | 0.7370 |
| Namibia                | África                 | 0.6864 | 0.7012 | 0.7141 | 0.7167 | 0.7238 | 0.7177 | 0.7121 | 0.7094 | 0.7219 |
| Nepal                  | Asia                   | 0.5478 | 0.5575 | 0.5942 | 0.6213 | 0.6084 | 0.5888 | 0.6026 | 0.6053 | 0.6458 |
| Países Bajos           | Europa                 | 0.7250 | 0.7383 | 0.7399 | 0.7490 | 0.7444 | 0.7470 | 0.7659 | 0.7608 | 0.7730 |
| Nueva Zelanda          | Oceanía                | 0.7509 | 0.7649 | 0.7859 | 0.7880 | 0.7808 | 0.7810 | 0.7805 | 0.7799 | 0.7772 |
| Nicaragua              | América Latina         | 0.6566 | 0.6458 | 0.6747 | 0.7002 | 0.7176 | 0.7245 | 0.7697 | 0.7715 | 0.7894 |
| Nigeria                | África                 | 0.6104 | 0.6122 | 0.6339 | 0.6280 | 0.6055 | 0.6011 | 0.6315 | 0.6469 | 0.6391 |
| Noruega                | Europa                 | 0.7994 | 0.8059 | 0.8239 | 0.8227 | 0.8404 | 0.8404 | 0.8403 | 0.8417 | 0.8374 |
| Omán                   | Medio Oriente          | N/A    | 0.5903 | 0.5960 | 0.5938 | 0.5950 | 0.5873 | 0.5986 | 0.6053 | 0.6091 |
| Pakistán               | Asia                   | 0.5434 | 0.5509 | 0.5549 | 0.5458 | 0.5465 | 0.5583 | 0.5478 | 0.5459 | 0.5522 |
| Panamá                 | América Latina         | 0.6935 | 0.6954 | 0.7095 | 0.7024 | 0.7072 | 0.7042 | 0.7122 | 0.7164 | 0.7195 |
| Paraguay               | América Latina         | 0.6556 | 0.6659 | 0.6379 | 0.6868 | 0.6804 | 0.6818 | 0.6714 | 0.6724 | 0.6890 |
| Perú                   | América Latina         | 0.6619 | 0.6624 | 0.6959 | 0.7024 | 0.6895 | 0.6796 | 0.6742 | 0.6787 | 0.7198 |
| Filipinas              | Asia                   | 0.7516 | 0.7629 | 0.7568 | 0.7579 | 0.7654 | 0.7685 | 0.7757 | 0.7832 | 0.7814 |
| Polonia                | Europa                 | 0.6802 | 0.6756 | 0.6951 | 0.6998 | 0.7037 | 0.7038 | 0.7015 | 0.7031 | 0.7051 |
| Portugal               | Europa                 | 0.6922 | 0.6959 | 0.7051 | 0.7013 | 0.7171 | 0.7144 | 0.7071 | 0.7056 | 0.7243 |
| Catar                  | Middle East            | N/A    | 0.6041 | 0.5948 | 0.5907 | 0.6059 | 0.6230 | 0.6264 | 0.6299 | 0.6403 |
| Rumania                | Europa                 | 0.6797 | 0.6859 | 0.6763 | 0.6805 | 0.6826 | 0.6812 | 0.6859 | 0.6908 | 0.6936 |
| Rusia                  | Europa y Asia          | 0.6770 | 0.6866 | 0.6994 | 0.6987 | 0.7036 | 0.7037 | 0.6980 | 0.6983 | 0.6927 |
| Arabia Saudita         | Medio Oriente          | 0.5242 | 0.5647 | 0.5537 | 0.5651 | 0.5713 | 0.5753 | 0.5731 | 0.5879 | 0.6059 |
| Senegal                | África                 | N/A    | N/A    | N/A    | 0.6427 | 0.6414 | 0.6573 | 0.6657 | 0.6923 | 0.6912 |
| Serbia                 | Europa                 | N/A    | N/A    | N/A    | N/A    | N/A    | N/A    | 0.7037 | 0.7116 | 0.7086 |
| Singapur               | Asia                   | 0.6550 | 0.6609 | 0.6625 | 0.6664 | 0.6914 | 0.6914 | 0.6989 | 0.7000 | 0.7046 |
| Eslovaquia             | Europa                 | 0.6757 | 0.6797 | 0.6824 | 0.6845 | 0.6778 | 0.6797 | 0.6824 | 0.6857 | 0.6806 |
| Eslovenia              | Europa                 | 0.6745 | 0.6842 | 0.6937 | 0.6982 | 0.7047 | 0.7041 | 0.7132 | 0.7155 | 0.7443 |
| Sudáfrica              | África                 | 0.7125 | 0.7194 | 0.7232 | 0.7709 | 0.7535 | 0.7478 | 0.7496 | 0.7510 | 0.7527 |
| España                 | Europa                 | 0.7319 | 0.7444 | 0.7281 | 0.7345 | 0.7554 | 0.7580 | 0.7266 | 0.7266 | 0.7325 |
| Sri Lanka              | Asia                   | 0.7199 | 0.7230 | 0.7371 | 0.7402 | 0.7458 | 0.7212 | 0.7122 | 0.7019 | 0.6903 |
| Surinam                | América                | N/A    | 0.6794 | 0.6674 | 0.6726 | 0.6407 | 0.6395 | 0.6409 | 0.6369 | 0.6504 |
| Suecia                 | Europa                 | 0.8133 | 0.8146 | 0.8139 | 0.8139 | 0.8024 | 0.8044 | 0.8159 | 0.8129 | 0.8165 |
| Suiza                  | Europa                 | 0.6997 | 0.6924 | 0.7360 | 0.7426 | 0.7562 | 0.7627 | 0.7672 | 0.7736 | 0.7798 |
| Siria                  | Medio Oriente          | N/A    | 0.6216 | 0.6181 | 0.6072 | 0.5926 | 0.5896 | 0.5626 | 0.5661 | 0.5775 |
| Tayikistán             | Asia                   | N/A    | 0.6578 | 0.6541 | 0.6661 | 0.6598 | 0.6526 | 0.6608 | 0.6682 | 0.6654 |
| Tanzania               | África                 | 0.7038 | 0.6969 | 0.7068 | 0.6797 | 0.6829 | 0.6904 | 0.7091 | 0.6928 | 0.7182 |
| Tailandia              | Asia                   | 0.6831 | 0.6815 | 0.6917 | 0.6907 | 0.6910 | 0.6892 | 0.6893 | 0.6928 | 0.7027 |
| Timor Oriental         | Asia                   | N/A    | N/A    | N/A    | N/A    | N/A    | N/A    | 0.6855 | N/A    | N/A    |
| Trinidad y Tobago      | América                | 0.6797 | 0.6859 | 0.7245 | 0.7298 | 0.7353 | 0.7372 | 0.7116 | 0.7166 | 0.7154 |
| Túnez                  | África                 | 0.6288 | 0.6283 | 0.6295 | 0.6233 | 0.6266 | 0.6255 | N/A    | N/A    | 0.6272 |
| Turquía                | Medio Oriente y Europa | 0.5850 | 0.5768 | 0.5853 | 0.5828 | 0.5876 | 0.5954 | 0.6015 | 0.6081 | 0.6183 |
| Uganda                 | África                 | 0.6797 | 0.6833 | 0.6981 | 0.7067 | 0.7169 | 0.7220 | 0.7228 | 0.7086 | 0.6821 |
| Ucrania                | Europa                 | 0.6797 | 0.6790 | 0.6856 | 0.6896 | 0.6869 | 0.6861 | 0.6894 | 0.6935 | 0.7056 |
| Emiratos Árabes Unidos | Medio Oriente          | 0.5919 | 0.6184 | 0.6220 | 0.6198 | 0.6397 | 0.6454 | 0.6392 | 0.6372 | 0.6436 |
| Reino Unido            | Europa                 | 0.7365 | 0.7441 | 0.7366 | 0.7402 | 0.7460 | 0.7462 | 0.7433 | 0.7440 | 0.7383 |
| Estados Unidos         | América                | 0.7042 | 0.7002 | 0.7179 | 0.7173 | 0.7411 | 0.7412 | 0.7373 | 0.7392 | 0.7463 |
| Uruguay                | América Latina         | 0.6549 | 0.6608 | 0.6907 | 0.6936 | 0.6897 | 0.6907 | 0.6745 | 0.6803 | 0.6871 |
| Venezuela              | América Latina         | 0.6664 | 0.6797 | 0.6875 | 0.6839 | 0.6863 | 0.6861 | 0.7060 | 0.7060 | 0.6851 |
| Vietnam                | Asia                   | N/A    | 0.6889 | 0.6778 | 0.6802 | 0.6776 | 0.6732 | 0.6867 | 0.6863 | 0.6915 |
| Yemen                  | Medio Oriente          | 0.4595 | 0.4510 | 0.4664 | 0.4609 | 0.4603 | 0.4873 | 0.5054 | 0.5128 | 0.5145 |
| Zambia                 | África                 | 0.6360 | 0.6288 | 0.6205 | 0.6310 | 0.6293 | 0.6300 | 0.6279 | 0.6312 | 0.6364 |
| Zimbabue               | África                 | 0.6461 | 0.6464 | 0.6485 | 0.6518 | 0.6574 | 0.6607 | N/A    | N/A    | 0.7013 |

### Informes
- Ricardo Hausmann, Laura D. Tyson, Yasmina Bekhouche, Saadia Zahidi (2014). The Global Gender Gap Index 2014. World Economic Forum, Geneva, Switzerland. Consultado el 26 de noviembre de 2014.
- Ricardo Hausmann, Laura D. Tyson, Saadia Zahidi, Editors (2013). The Global Gender Gap Report 2013. World Economic Forum, Geneva, Switzerland. Consultado el 26 de octubre de 2013.
- Ricardo Hausmann, Laura D. Tyson, Saadia Zahidi, Editors (2012). The Global Gender Gap Report 2012. World Economic Forum, Geneva, Switzerland. Consultado el 26 de octubre de 2012.
- Ricardo Hausmann, Laura D. Tyson, Saadia Zahidi, Editors (2010). The Global Gender Gap Report 2010. World Economic Forum, Geneva, Switzerland. Archivado desde el original el 8 de noviembre de 2010. Consultado el 20 de octubre de 2010.
- Ricardo Hausmann, Laura D. Tyson, Saadia Zahidi, Editors (2009). The Global Gender Gap Report 2009. World Economic Forum, Geneva, Switzerland. Archivado desde el original el 22 de noviembre de 2009. Consultado el 2 de noviembre de 2009.
- Ricardo Hausmann, Laura D. Tyson, Saadia Zahidi, Editors (2008). The Global Gender Gap Report 2008. World Economic Forum, Geneva, Switzerland. Archivado desde el original el 2 de diciembre de 2008. Consultado el 19 de noviembre de 2008.
- Ricardo Hausmann, Laura D. Tyson, Saadia Zahidi, Editors (2007). The Global Gender Gap Report 2007. World Economic Forum, Geneva, Switzerland. Archivado desde el original el 3 de noviembre de 2008. Consultado el 19 de noviembre de 2008.
- Ricardo Hausmann, Laura D. Tyson, Saadia Zahidi, Editors (2006). The Global Gender Gap Report 2006. World Economic Forum, Geneva, Switzerland. Archivado desde el original el 6 de diciembre de 2008. Consultado el 19 de noviembre de 2008.

- Datos: Q892074
- Multimedia: Global Gender Gap Report / Q892074